# Хельфготт, Дэвид
Дэвид Хельфготт (англ. David Helfgott, род. 19 мая 1947, Мельбурн) — австралийский концертирующий пианист.

## Биография
Дэвид Хельфготт родился в Мельбурне в семье польских евреев. С пяти лет отец обучал его игре на фортепиано, и мальчик проявил способности вундеркинда. В возрасте десяти лет обучался у Фрэнка Арндта (Frank Arndt) из Перта, выиграл несколько местных музыкальных конкурсов (один или в паре со своей сестрой Маргарет).
В 14 лет у Давида появилась возможность уехать на обучение в США, для чего ему помогали собрать деньги (в частности писательница Катарина Причард), однако отец не дал согласия на отъезд сына по причине его инфантильности.
Дэвид продолжал играть, принимал участие в федеральном конкурсе ABC Symphony Australia Young Performers Awards, в котором победил шесть раз. В возрасте 19 лет получил приглашение в Королевский колледж музыки в Лондоне, где в течение трёх лет обучался у пианиста Сирила Смита (Cyril Smith). В колледже выиграл Dannreuther Prize за лучшее концертное исполнение (был исполнен третий концерт для фортепиано с оркестром Сергея Рахманинова). В это же время у Хельфготта явно проявилось шизоаффективное расстройство.
В 1970 вернулся в Перт. В 1971 году женился на Клэр Папп (Clare Papp), пожилой женщине с четырьмя детьми. Работал репетиционным пианистом в Western Australian Opera Company. Брак быстро распался, а Хельфготт был помещён в психиатрическую больницу Перта (Graylands), где в течение 10 лет проходил курс лечения с использованием психотропных препаратов и электросудорожной терапии .
В 1983 году брат Дэвида Лес нашёл его работающим в винном баре Перта Riccardo’s. Там же в 1984 году Хельфготт познакомился с астрологом Джиллиан Мюррей (Gillian Murray), с которой зарегистрировал брак год спустя.
В 1996 году вышел фильм «Блеск» о ранних годах жизни Хельфготта и о его борьбе с психическим заболеванием. Пианиста в фильме сыграли трое актёров разных возрастов: Алекс Рафалович играл ребёнка, Ноа Тэйлор — тинейджера, Джеффри Раш — взрослого. За свою игру Раш получил премию Оскар. Фильм подвергся критике со стороны сестры Хельфготта за ряд неточностей, в частности за изображение отца пианиста тираном и деспотом.
В текущее время Хельфготт преимущественно играет музыку периода романтизма — Мусоргского, Рахманинова, Шопена, Листа, Шумана и Римского-Корсакова. RCA были выпущены две коммерческие записи Хельфготта. Специалисты довольно критично оценили исполнительское искусство пианиста и подвергли критике продюсеров записей.
Дэвид Хельфготт ежегодно проводит концертные туры по Австралии и даёт небольшое количество сольных концертов в других странах. В 1999 году принял участие в записи песни «Emotion Sickness» рок-группы Silverchair (альбом «Neon Ballroom»).
В настоящее время пианист проживает в долине рядом с Беллингеном (Bellingen) в Новом Южном Уэльсе. Его жена умерла в 2022 году в возрасте 90 лет.
В 2021 году Хельфготт был награждён медалью Ордена Австралии.